# Vina Mazumdar

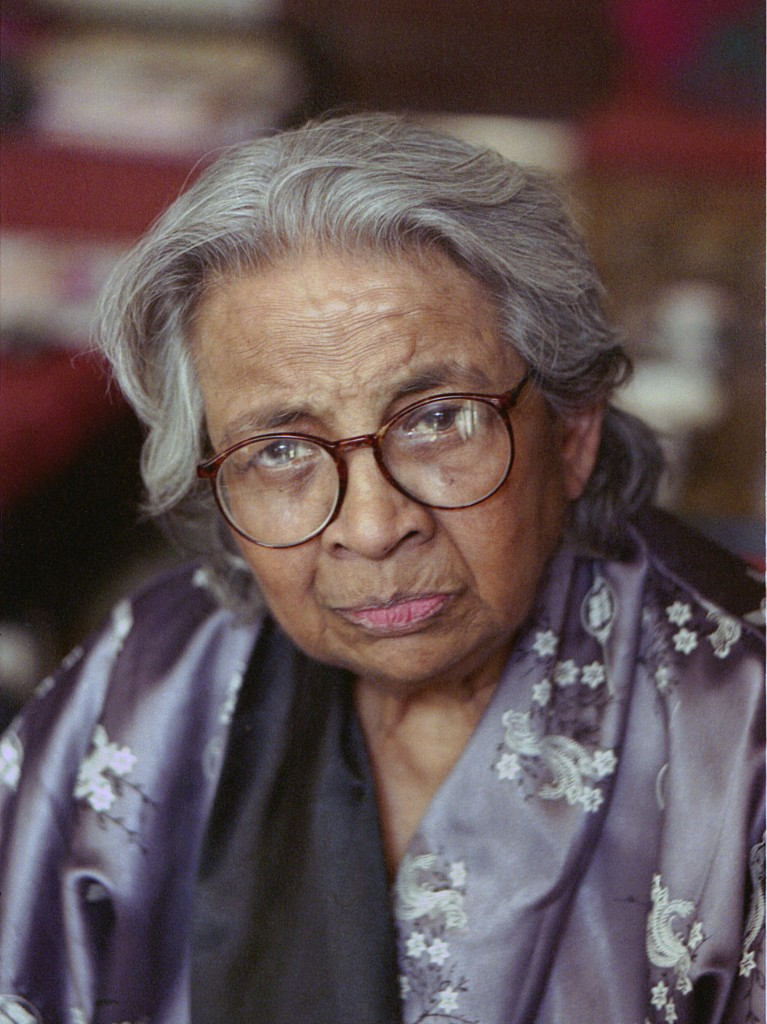
Vina Mazumdar im Jahr 2010

Vina Mazumdar (bengalisch বীণা মজুমদার Bīṇā Majumadār; * 28. März 1927 in Kalkutta; † 30. Mai 2013 in Neu-Delhi) war eine Pionierin der Frauenforschung in Indien und eine führende Persönlichkeit in der Frauenbewegung nach der Unabhängigkeit.

## Leben
Mazumdar entstammte einer Familie der bengalischen Mittelschicht. Sie wurde in Kalkutta als jüngstes von fünf Geschwistern geboren. Die Unruhen in Kalkutta 1946 bewegten sie tief, auch wenn sie sie nicht miterleben musste. Im Juli 1951 wurde sie nach ihrem Studium der Geschichte in Kalkutta, Varanasi und Oxford Dozentin für Politikwissenschaft an der Patna University und stellte fest, dass es viele in der Abteilung gab, die bereitwillig ihre „unkonventionellen“ Lehrmethoden akzeptierten. 1952 heiratete sie den Musiker Shankar Mazumdar, den sie nach ihrem neu erworbenen Geschmack in klassischer Musik in Patna kennengelernt hatte. Die einzige Änderung in ihrem Namen, schrieb sie in ihren Memoiren, war, dass der Buchstabe „j“ in ihrem Nachnamen durch „z“ ersetzt wurde. 1955 wurde ihre Tochter Indra geboren, die später als Aktivistin in der studentischen Protestbewegung und in der Frauenbewegung aktiv wurde. Das Paar hatte drei weitere Kinder, ebenfalls Akademiker. Im Jahr 1960 schrieb sie sich erneut als Forschungsstipendiatin an der Universität Oxford ein und schloss ihr Studium 1962 mit der Promotion ab.

## Wirken
Als sich die indische Regierung 1972 bereit erklärte, das UN-Mandat für die Erstellung eines Berichts zur Lage der Frauen zu erfüllen, wurde Mazumdar zur Sekretärin der ersten Kommission für die Rechtsstellung der Frauen ernannt. Sie war federführend bei der Ausarbeitung des bahnbrechenden Berichts „Towards Equality“ (Auf dem Weg zur Gleichberechtigung, 1974), der als „Gründungstext“ der indischen Frauenbewegung gilt. 1980 gründete sie das Centre for Women’s Development Studies (Zentrum für Frauenentwicklungsstudien), das sich mit den Lebensumständen der Frauen im ländlichen Indien befasst. Als eine der ersten Sozialwissenschaftlerinnen in Indien führte sie Studien mit der Landbevölkerung durch. Mazumdar führte Aktionsforschung als Methode zur Erforschung sozialer Veränderung ein, indem sie sich mit dem Leben armer Frauen in Bezirken wie Bankura in Westbengalen beschäftigte, mit denen sie eine vertrauensvolle Beziehung aufbaute. Ihre Arbeit mit den Frauen von Bankura galt bald als ein Modell dafür, wie Frauen im Rahmen von Graswurzelbewegungen gefördert werden können. In der Folge wurde sie zur gefragten Wissenschaftlerin. Sie war Nationalprofessorin für Forschung am Zentrum für Studien zur Entwicklung von Frauen, Delhi.

## Schriften
- Memories of a Rolling Stone. Autobiographie. Neu-Delhi: Zubaan Books 2010. ISBN 978-81-89884-52-9.
- (Mitverf.) Towards Equality. Report of the Committee on the Status of Women in India, 1974, Archive.org https://archive.org/details/dli.ministry.23971.
- Symbols of Power: Studies on the Political Status of Women in India.  Bombay: Allied Publishers 1979.
- Emergence of the Women’s Question in India and the Role of Women’s Studies. New Delhi: Centre for Women’s Development Studies 1985.
- Peasant Women Organise for Empowerment: The Bankura Experiment. New Delhi: Centre for Women’s Development Studies 1989.
- Mit Leela Kasturi: Women and Indian nationalism. Vikas Publishing House 1994. ISBN 978-81-70010-73-9.